# Las máscaras del héroe
Las máscaras del héroe es una novela de Juan Manuel de Prada publicada en 1996 por la editorial Valdemar.

## Argumento
La novela trata sobre la bohemia madrileña de principios del siglo XX. Juan Manuel de Prada nos muestra una serie de bohemios y malditos y nos ofrece un libro que es a la vez novela coral y crónica literaria de toda una época, episodio nacional y esperpento, epopeya íntima de unos hombres que vivieron en medio de la sordidez, la marginalidad y la pobreza y murieron desangrados de tinta y de sangre en un Madrid absurdo, brillante y hambriento.
Sobre el argumento de la historia, el autor narra las existencias atormentadas y noctámbulas de sus múltiples personajes, entre los que destacan Fernando Navales, nihilista, su «álter ego», Pedro Luis de Gálvez, aquel bohemio que prefirió enmascarar su heroísmo con los disfraces del desgarro y la truhanería, antes de habitar el cielo de las mitologías. También aparecen otros malditos como su amigo Armando Buscarini, Dorio de Gádex, Eliodoro Puche, entre otros como Gómez de la Serna, Carmen de Burgos, César González-Ruano, Rafael Cansinos Assens, Alfonso Vidal y Planas, Luis Antón del Olmet o Emilio Carrere. 
Otros personajes que salen en la novela son Eduardo Zamacois, Eugenio Noel, Miguel Moya, José Nakens, Valle-Inclán, Pío Baroja, Ernesto Bark, Vargas Vila, Rafael Alberti, José Antonio Primo de Rivera, Pilar Primo de Rivera, Giménez Caballero, Ramiro Ledesma Ramos, Luis Buñuel, Pedro Barrantes, Jacinto Benavente, Narciso Caballero, Carmen Sanz, Pedro Muñoz Seca, Manuel Pardiñas, Pepito Zamora, Antonio de Hoyos y Vinent, La Chelito, Tórtola Valencia, José Canalejas, Villegas Estrada, Xavier Bóveda, Jorge Luis Borges, Enrique Gómez Carrillo, Gutiérrez Solana, Tomás Borrás, Iván de Nogales, Joaquín Alcaide de Zafra, Francisco Vighi, Vicente Huidobro, Guillermo de Torre, Rafael Lasso de la Vega, Adriano del Valle, Isaac del Vando Villar, Rafael Caro Raggio, Manuel Azaña, Miguel de Unamuno, Salvador Dalí, García Lorca, Jardiel Poncela, Edgar Neville, Agustín de Foxá, Durruti, Eugenio Montes, Maruja Mallo, Juan Ignacio Luca de Tena, Sánchez Mazas o Mario Roso de Luna.
El autor toma como referentes documentales obras como La novela de un literato, de Rafael Cansinos Assens, y la Automoribundia de Ramón Gómez de la Serna.

## Ediciones y premios
La novela fue publicada en 1996 por la editorial Valdemar y posteriormente reeditada por las editoriales Seix Barral y Espasa.
Por esta obra, el autor recibió en 1997 el Premio Ojo Crítico en la modalidad de narrativa.
Fue incluida en la lista de las 100 mejores novelas en español del siglo XX del periódico español El Mundo.